# 無料屋
『無料屋』（ただや）は、テレビ朝日で2017年10月27日から2020年9月25日まで毎月最終木曜の翌日金曜未明に生放送されていたバラエティ番組である。2018年12月21日までは『スマートフォンデュ』であった。

## 概要

### スマートフォンデュ
秋元康が手掛ける、スマートフォンを駆使し、視聴者と双方向で繋がるといった視聴者参加型バラエティ番組であった。MCはタイムマシーン3号、アシスタントはNGT48の中井りか。LINEを使用して視聴者と本番組出演者が生放送中にやりとりをしたり、スマホを通して様々なことを募集していた。
ストリーミングサービス・SHOWROOMとの連動企画として、現役の女子大生のうち5人を人気投票で決定し、投票で上位に選ばれた人がスタジオに生出演するといった企画も実施されていた。
2018年3月30日から7月27日放送分までは、番組内容が『アイドルだらけの歌謡祭』中心の構成であった。70年代・80年代・90年代のアイドル歌手が登場し、インターネット投票により出演者が決定されるようになっていた。
2018年8月30日の放送からは、お笑い芸人を多数出演させた「ネタ祭り」企画が中心となっていた。

### 無料屋
2019年2月1日から『無料屋』に改題し、視聴者プレゼント型バラエティ番組にリニューアルされた。MCは『スマートフォンデュ』のアシスタントであった中井のみ続役し、小籔千豊と平成ノブシコブシの吉村崇が起用されることになった。アシスタントはテレビ東京のバラエティ番組『青春高校3年C組』からエゼマタ健太チャールズ(チャーリー)と、同局のオーディションバラエティ番組『ラストアイドル』から相澤瑠香、朝日花奈、池松愛理、石川夏海、西村歩乃果、安田愛里がそれぞれ起用されることになった。
飲食店、洋服店、イベント会社、芸能人等に掛け合った上で視聴者プレゼントを受け取り、生放送中に視聴者に提供するといった内容となっている。
初回において、システムダウンが発生したため、第2回（2019年3月1日）の放送でMCの小籔、進行の池谷麻依（当時テレビ朝日アナウンサー）が謝罪した。
なお、週刊TVガイド（東京ニュース通信社）2019年2月1日号（p.95）、ザテレビジョン（KADOKAWA）2019年2月1日号（p.55）の1月31日の各番組表には、タイトルが『スマートフォンデュ』のままで掲載されており、スマートフォンデュとして継続するつもりが、直前になって改題・リニューアルが決定したことが窺える。
なお、2019年11月1日(10月31日深夜)・2020年3月27日(26日深夜)は編成の都合上放送されず、2020年5月1日(4月30日深夜)は新型コロナウイルスの影響でラストアイドルは出演せず、MCの小籔・吉村・中井及び進行の三谷アナウンサーはリモート出演となった。

## 出演者
MC
- 小籔千豊
- 吉村崇（平成ノブシコブシ）
- 中井りか（NGT48） - 開始当初はアシスタント。

アシスタント
- エゼマタ健太チャールズ（チャーリー ）
- 相澤瑠香（ラストアイドル）
- 朝日花奈（ラストアイドル）
- 池松愛理（ラストアイドル）
- 西村歩乃果（ラストアイドル）
- 安田愛里（ラストアイドル）
- 大場結女（ラストアイドル）[11]
- 篠原望、畑美紗起、間島和奏（ラストアイドル）[12]

進行
- 三谷紬（テレビ朝日アナウンサー） - 2019年11月29日(28日深夜)放送分 -

### 過去の出演者
- タイムマシーン3号 - MC
- マシンガンズ - レギュラー
- ゆきち - レギュラー
- 石川夏海（元ラストアイドル） - アシスタント
- 池谷麻依（当時テレビ朝日アナウンサー） - 進行(2019年9月27日(26日深夜)放送分まで)、総合編成局宣伝部へ異動するため。
- 住田紗里（テレビ朝日アナウンサー） - 進行(2019年2月1日(1月31日深夜)放送分)

## スタッフ
- 企画：秋元康
- 構成：北本かつら、松本健一、オグロテツロウ、深田憲作
- TW：福元昭彦
- TD：桝田茂雄
- カメラ：石井豪
- MIX：石井裕
- WE：平田壮之介
- 照明：植松満
- 美術：小谷知輝
- デザイン：岡聡煕
- 美術進行：遠藤ゆか
- 大道具：関慎平
- 小道具：石井琢也
- 消え物：赤沼文実子
- ヘアメイク：川口かつら
- 音効：古屋陸
- CGデザイン：南治樹、冨田良磨
- TK：満松美弥子、池田真梨絵
- 編成：沼田真明
- 宣伝：斎藤利紗子
- 美術協力：テレビ朝日クリエイト
- 技術協力：テイクシステムズ、共立
- リサーチ：ウエ・コーポレーション
- AD：惣慶清仁、今井夕輝、中田未来瑠、椙岡萌菜未
- アシスタントプロデューサー：中松希、山田晃菜、檜谷彰
- ディレクター：井上淳矢、福岡和哉、原祐二、池田智宏、中島考志、高橋洸一、宮本貴資、菅家優人
- 演出：近藤正紀
- プロデューサー：引地夏規、植岡耕一、花田好昭
- ゼネラルプロデューサー：山下浩司
- 制作協力：ブルースモービル
- 制作著作：テレビ朝日